# Astronia glomerata
Astronia glomerata är en tvåhjärtbladig växtart som beskrevs av Rudolf Mansfeld. Astronia glomerata ingår i släktet Astronia och familjen Melastomataceae. Inga underarter finns listade i Catalogue of Life.